# Pay-off
De pay-off, pay-off line of baseline is een benaming die gehanteerd wordt voor de zin die achter een merknaam geplaatst wordt. Vooral bij niet beschrijvende merknamen kan de pay-off gebruikt worden om kort en bondig te communiceren waar het merk voor staat. Een pay-off wordt gebruikt om gevoel of associaties aan een merknaam toe te voegen. Dit in tegenstelling tot een slogan die vooral als doel heeft om een actie te beschrijven; denk hierbij aan 3 halen is 2 betalen.
Beroemde Nederlandse varianten van pay-off lines zijn soms zelfs bekender dan het merk waarbij ze horen. Een voorbeeld hiervan is de in 1986 bedachte pay-off "Even Apeldoorn bellen", die al snel een grotere naamsbekendheid genoot dan het merk Centraal Beheer waarvoor de pay-off bedacht is. Andere beroemde varianten zijn "Stop een tijger in je tank" van Esso en "blijft op de kleintjes letten" van Albert Heijn.